# Persone di nome Jacopo
| Questa pagina contiene informazioni ricavate automaticamente dalle voci biografiche con l'ausilio del template Bio e di un bot. L'aggiornamento è periodico e automatico e ricostruisce completamente la pagina. Se manca una persona in questa lista, sei pregato di non aggiungerla, ma accertati piuttosto che la sua voce biografica contenga il template Bio e che i dati anagrafici siano correttamente compilati. Se il template Bio manca, inseriscilo tu stesso o, in alternativa, metti l'avviso {{tmp\|Bio}} che ne segnala la mancanza. Se i dati riportati sono sbagliati, correggi direttamente la voce biografica; le modifiche saranno visibili in questa lista entro pochi giorni. Per chiarimenti vedi il progetto antroponimi. La lista contiene solo le 265 persone che sono citate nell'enciclopedia e per le quali è stato implementato correttamente il template Bio. Pagina aggiornata al 22 giu 2025. |

Questa è una lista di persone presenti nell'enciclopedia che hanno il nome Jacopo, suddivise per attività principale.

## Abati(2)
- Jacopo Pirona, abate, scrittore e linguista italiano (Dignano, n. 1789 - Udine, † 1870)
- Jacopo Stellini, abate, scrittore e filosofo italiano (Cividale, n. 1699 - Padova, † 1770)

## Allenatori di pallavolo(1)
- Jacopo Cuttini, allenatore di pallavolo italiano (Milano, n. 1973)

## Ammiragli(1)
- Jacopo Inghirami, ammiraglio italiano (Volterra, n. 1565 - Volterra, † 1624)

## Architetti(6)
- Jacopo Bozzetto, architetto italiano (n. 1521 - † 1583)
- Jacopo Franchini, architetto e scultore italiano (Siena, n. 1665 - † 1741)
- Jacopo da Iseo, architetto e diplomatico italiano (Iseo)
- Jacopo Talenti, architetto italiano (Nipozzano - Firenze, † 1362)
- Jacopo Sansovino, architetto e scultore italiano (Firenze, n. 1486 - Venezia, † 1570)
- Jacopo da Pietrasanta, architetto, ingegnere e scultore italiano (Pietrasanta - Roma, † 1495)

## Arcivescovi cattolici(1)
- Jacopo Paladini, arcivescovo cattolico italiano (Teramo, n. 1349 - † 1417)

## Artisti(2)
- Jago, artista e scultore italiano (Frosinone, n. 1987)
- Jacopo Morini, artista e personaggio televisivo italiano (Torino, n. 1977)

## Attori(8)
- Jacopo Olmo Antinori, attore italiano (Poggibonsi, n. 1997)
- Jacopo Maria Bicocchi, attore italiano (Reggio Emilia, n. 1980)
- Jacopo Bonvicini, attore italiano (Argenta, n. 1982)
- Jacopo Cavallaro, attore italiano (Zafferana Etnea, n. 1989)
- Jacopo Costantini, attore italiano (Perugia, n. 1989)
- Jacopo Cullin, attore e regista cinematografico italiano (Cagliari, n. 1982)
- Jacopo Rampini, attore italiano (Roma, n. 1986)
- Jacopo Sarno, attore e cantante italiano (Milano, n. 1989)

## Avvocati(1)
- Jacopo Antonio Vianelli, avvocato, giudice e poeta italiano (Chioggia, n. 1776 - Venezia, † 1821)

## Batteristi(1)
- Jacopo Battaglia, batterista, polistrumentista e compositore italiano (Roma, n. 1976)

## Calciatori(9)
- Jacopo Balestri, ex calciatore italiano (Pisa, n. 1975)
- Jacopo Da Riva, calciatore italiano (Montebelluna, n. 2000)
- Jacopo Dall'Oglio, calciatore italiano (Milazzo, n. 1992)
- Jacopo Dezi, calciatore italiano (Atri, n. 1992)
- Jacopo Fazzini, calciatore italiano (Massa, n. 2003)
- Jacopo Manconi, calciatore italiano (Vizzolo Predabissi, n. 1994)
- Jacopo Petriccione, calciatore italiano (Gorizia, n. 1995)
- Jacopo Sala, calciatore italiano (Alzano Lombardo, n. 1991)
- Jacopo Segre, calciatore italiano (Torino, n. 1997)

## Cantautori(3)
- Iosonouncane, cantautore, produttore discografico e compositore italiano (Iglesias, n. 1983)
- Jacopo Ratini, cantautore e scrittore italiano (Roma, n. 1982)
- Jacopo Troiani, cantautore e attore italiano (Roma, n. 1991)

## Cardinali(5)
- Jacopo Caetani degli Stefaneschi, cardinale e scrittore italiano (Roma - Avignone, † 1341)
- Jacopo Monico, cardinale e patriarca cattolico italiano (Riese, n. 1778 - Venezia, † 1851)
- Jacopo Antonio Morigia, cardinale e arcivescovo cattolico italiano (Milano, n. 1633 - Pavia, † 1708)
- Jacopo Sadoleto, cardinale, vescovo cattolico e umanista italiano (Modena, n. 1477 - Roma, † 1547)
- Jacopo del Torso, cardinale italiano (Udine - Rimini)

## Cestisti(6)
- Jacopo Balanzoni, cestista italiano (Tradate, n. 1993)
- Jacopo Borra, cestista italiano (Torino, n. 1990)
- Jacopo Giachetti, cestista italiano (Pisa, n. 1983)
- Jacopo Lucarelli, cestista italiano (Livorno, n. 1996)
- Jacopo Valentini, ex cestista italiano (Fano, n. 1986)
- Jacopo Vedovato, cestista italiano (Camposampiero, n. 1995)

## Chimici(1)
- Jacopo Bartolomeo Beccari, chimico italiano (Bologna, n. 1682 - Bologna, † 1766)

## Ciclisti su strada(2)
- Jacopo Guarnieri, ex ciclista su strada e ex pistard italiano (Vizzolo Predabissi, n. 1987)
- Jacopo Mosca, ciclista su strada italiano (Savigliano, n. 1993)

## Compositori(8)
- Jacopo Corsi, compositore italiano (Firenze, n. 1561 - Firenze, † 1602)
- Jacopo Guglielmi, compositore italiano (Massa, n. 1681 - Massa, † 1742)
- Jacopo da Bologna, compositore italiano († 1360)
- Jacopo Melani, compositore, organista e cantante italiano (Pistoia, n. 1623 - Pistoia, † 1676)
- Jacopo Napoli, compositore italiano (Napoli, n. 1911 - Ascea, † 1994)
- Jacopo Peri, compositore, organista e tenore italiano (Roma, n. 1561 - Firenze, † 1633)
- Jacopo Puccini, compositore e organista italiano (Celle dei Puccini, n. 1712 - Lucca, † 1781)
- Jacopo da Fogliano, compositore, organista e clavicembalista italiano (n. 1468 - † 1548)

## Condottieri(2)
- Jacopo Dal Verme, condottiero italiano (Verona, n. 1350 - Venezia, † 1409)
- Jacopo de' Pazzi il Vecchio, condottiero italiano (n. 1196 - Montaperti, † 1260)

## Corsari(1)
- Jacopo Bardella, corsaro italiano (Portovenere, † 1510)

## Crittografi(1)
- Jacopo Silvestri, crittografo italiano (Firenze)

## Danzatori(2)
- Jacopo Bellussi, ballerino italiano (Genova, n. 1993)
- Jacopo Tissi, danzatore italiano (Landriano, n. 1995)

## Diplomatici(1)
- Jacopo Gasparini, diplomatico italiano (Volpago del Montello, n. 1879 - Asmara, † 1941)

## Direttori d'orchestra(1)
- Jacopo Sipari di Pescasseroli, direttore d'orchestra italiano (L'Aquila, n. 1985)

## Doppiatori(4)
- Jacopo Bonanni, doppiatore italiano (Roma, n. 1992)
- Jacopo Calatroni, doppiatore e direttore del doppiaggio italiano (Broni, n. 1987)
- Jacopo Castagna, doppiatore e cantautore italiano (Roma, n. 1993)
- Jacopo Venturiero, doppiatore e attore italiano (Roma, n. 1985)

## Drammaturghi(1)
- Jacopo Crescini, drammaturgo, poeta e librettista italiano (Padova, n. 1798 - Padova, † 1848)

## Economisti(2)
- Jacopo Mazzei, economista italiano (Firenze - Firenze)
- Jacopo Schettini Gherardini, economista italiano (Firenze, n. 1965)

## Filologi(1)
- Giambattista Giuliani, filologo, linguista e storico della letteratura italiano (Canelli, n. 1818 - Firenze, † 1884)

## Filosofi(3)
- Jacopo Bonfadini, filosofo italiano (Varago, n. 1771 - Padova, † 1835)
- Jacopo Mazzoni, filosofo, letterato e astronomo italiano (Cesena, n. 1548 - Cesena, † 1598)
- Jacopo Zabarella, filosofo italiano (Padova, n. 1533 - Padova, † 1589)

## Funzionari(2)
- Jacopo Polverini, funzionario italiano (Prato - Firenze, † 1555)
- Jacopo Vittorelli, prefetto e politico italiano (Bassano del Grappa, n. 1851 - Roma, † 1918)

## Genealogisti(1)
- Jacopo Zabarella il Giovane, genealogista e scrittore italiano (Padova, n. 1599 - Padova, † 1679)

## Giornalisti(3)
- Jacopo Caponi, giornalista e scrittore italiano (Venezia, n. 1831 - San Remo, † 1909)
- Jacopo Iacoboni, giornalista e saggista italiano (Napoli, n. 1972)
- Jacopo Rizza, giornalista italiano (Firenze, n. 1916)

## Giuristi(4)
- Jacopo Bertaldo, giurista e vescovo cattolico italiano († 1315)
- Jacopo Durandi, giurista, drammaturgo e storico italiano (Santhià, n. 1739 - Torino, † 1817)
- Jacopo, giurista italiano († 1178)
- Jacopo Vinci, giurista italiano

## Imprenditori(3)
- Jacopo Castelfranchi, imprenditore e dirigente sportivo italiano (Milano, n. 1922 - Milano, † 2017)
- Jacopo Linussio, imprenditore italiano (Paularo, n. 1691 - Tolmezzo, † 1747)
- Jacopo Morelli, imprenditore italiano (Firenze, n. 1975)

## Ingegneri(1)
- Jacopo Guberni, ingegnere italiano (Venezia)

## Insegnanti(2)
- Jacopo Domenico de Apibus, docente italiano (Bergamo - Bergamo, † 1361)
- Jacopo Lombardini, insegnante e predicatore italiano (Gragnana, n. 1892 - Mauthausen, † 1945)

## Latinisti(1)
- Jacopo d'Angelo, latinista e grecista italiano (Scarperia - Roma)

## Letterati(8)
- Jacopo da Diacceto, letterato e scrittore italiano (Firenze, n. 1494 - Firenze, † 1522)
- Jacopo Corbinelli, letterato e filologo italiano (Firenze, n. 1535 - Parigi)
- Jacopo Landoni, letterato italiano (Ravenna, n. 1772 - Ravenna, † 1855)
- Jacopo Nardi, letterato e drammaturgo italiano (Firenze, n. 1476 - Venezia, † 1563)
- Jacopo Pergamini, letterato e religioso italiano (Fossombrone, n. 1531 - Roma, † 1615)
- Jacopo Sanvitale, letterato, scienziato e politico italiano (Parma, n. 1785 - Fontanellato, † 1867)
- Jacopo Tartarotti, letterato e storico austriaco (Rovereto, n. 1708 - Rovereto, † 1737)
- Jacopo della Lana, letterato italiano (Bologna - Bologna)

## Librettisti(1)
- Jacopo Ferretti, librettista e poeta italiano (Roma, n. 1784 - Roma, † 1852)

## Lottatori(1)
- Jacopo Sandron, lottatore italiano (Torino, n. 1998)

## Magistrati(1)
- Jacopo del Cassero, magistrato e condottiero italiano (Fano - Oriago, † 1298)

## Matematici(2)
- Jacopo Belgrado, matematico, fisico e astronomo italiano (Udine, n. 1704 - Udine, † 1789)
- Jacopo Riccati, matematico italiano (Venezia, n. 1676 - Treviso, † 1754)

## Medici(4)
- Jacopo Dondi dell'Orologio, medico, astronomo e orologiaio italiano (Chioggia, n. 1293 - Padova, † 1359)
- Jacopo da Forlì, medico e filosofo italiano (Forlì - Padova, † 1414)
- Jacopo Pilarino, medico e diplomatico greco (Līxouri, n. 1659 - Padova, † 1718)
- Jacopo Sigoni, medico, religioso e storiografo italiano (Montevarchi, n. 1579 - Montevarchi, † 1658)

## Mercanti(1)
- Jacopo Tiepolo, mercante, politico e diplomatico italiano (Venezia - Venezia, † 1249)

## Mezzofondisti(2)
- Jacopo De Marchi, mezzofondista italiano (Trieste, n. 1998)
- Jacopo Lahbi, mezzofondista italiano (Treviso, n. 1993)

## Militari(1)
- Jacopo Gelli, militare e scrittore italiano (Orbetello, n. 1858 - Livorno, † 1935)

## Miniatori(1)
- Jacopo Filippo d'Argenta, miniatore e pittore italiano (Argenta - Ferrara)

## Monaci cristiani(1)
- Jacopo Filippo Foresti, monaco cristiano e letterato italiano (Solto Collina, n. 1434 - Bergamo, † 1520)

## Montatori(1)
- Jacopo Quadri, montatore italiano (Milano, n. 1964)

## Musicisti(2)
- Jajo, musicista, compositore e produttore discografico italiano (Torino, n. 1980)
- Jacopo Masi, musicista italiano

## Nobili(15)
- Jacopo III Alighieri, nobile, politico e poeta italiano (Verona, n. 1470 - Verona)
- Jacopo II Appiano, nobile (Piombino, n. 1399 - Piombino, † 1441)
- Jacopo III Appiano, nobile italiano (Piombino, n. 1439 - Piombino, † 1474)
- Jacopo IV Appiano, nobiluomo italiano (Piombino, n. 1459 - Piombino, † 1510)
- Jacopo V Appiano, nobile (Piombino, n. 1480 - Piombino, † 1545)
- Jacopo I Appiano, nobile, notaio e politico italiano (Pisa - Pisa, † 1398)
- Jacopo VI Appiano, nobile italiano (Piombino, n. 1529 - Piombino, † 1585)
- Jacopo VII Appiano, nobile italiano (Genova, n. 1581 - Genova, † 1603)
- Jacopo Caldora, nobile e condottiero italiano (Castel del Giudice, n. 1369 - Colle Sannita, † 1439)
- Jacopo Dolfin, nobile, politico e militare italiano (Venezia - Venezia, † 1283)
- Jacopo Doria, nobile (Genova, n. 1233 - Genova)
- Jacopo Foscari, nobiluomo italiano (Venezia - La Canea, † 1457)
- Jacopo da Sant'Andrea, nobiluomo italiano († 1239)
- Jacopo Orsini, nobile italiano (Monterotondo, n. 1424 - † 1482)
- Jacopo Salviati, I duca di Giuliano, nobile, mecenate e poeta italiano (Firenze, n. 1607 - Roma, † 1672)

## Notai(1)
- Jacopo Daino, notaio e storico italiano (Mantova)

## Numismatici(1)
- Jacopo Muselli, numismatico e antiquario italiano (Verona, n. 1697 - Verona, † 1768)

## Nuotatori(1)
- Jacopo Musso, nuotatore italiano (n. 1993)

## Orafi(1)
- Jacopo Saltarelli, orafo italiano (n. 1459)

## Ottici(1)
- Jacopo Mariani, ottico italiano (Firenze)

## Pallanuotisti(3)
- Jacopo Alesiani, pallanuotista italiano (Savona, n. 1996)
- Jacopo Guenna, pallanuotista italiano (Santa Margherita Ligure, n. 1991)
- Jacopo Mandolini, pallanuotista italiano (Roma, n. 1989)

## Pallavolisti(2)
- Jacopo Larizza, pallavolista italiano (Macerata, n. 1998)
- Jacopo Massari, pallavolista italiano (Parma, n. 1988)

## Parolieri(1)
- Jacopo Èt, paroliere, compositore e cantautore italiano (Forlì, n. 1990)

## Patrioti(3)
- Jacopo Ruffini, patriota italiano (Genova, n. 1805 - Genova, † 1833)
- Jacopo Sgarallino, patriota italiano (Livorno, n. 1819 - Livorno, † 1879)
- Jacopo Tasso, patriota italiano (Longarone, n. 1808 - Treviso, † 1849)

## Piloti motociclistici(1)
- Jacopo Cerutti, pilota motociclistico italiano (Lecco, n. 1989)

## Pittori(50)
- Jacopo Amigoni, pittore italiano (Napoli, n. 1682 - Madrid, † 1752)
- Jacopo Apollonio, pittore italiano (Bassano, n. 1577 - † 1654)
- Jacopo Avanzi, pittore italiano (Bologna - † 1416)
- Jacopo Avanzo, pittore italiano
- Jacopo Baccarini, pittore italiano (Reggio Emilia, n. 1605 - † 1682)
- Jacopo Barbello, pittore italiano (Cremona, n. 1590 - † 1656)
- Jacopo Bassano, pittore italiano (Bassano del Grappa - Bassano del Grappa, † 1592)
- Jacopo Bedi, pittore italiano (Gubbio)
- Jacopo Bellini, pittore italiano (Venezia)
- Jacopo Bertucci, pittore e scultore italiano (Faenza, n. 1502 - Faenza, † 1579)
- Jacopo de' Boateri, pittore italiano
- Jacopo Borbone, pittore italiano (Novellara)
- Jacopo Alessandro Calvi, pittore italiano (Bologna, n. 1740 - Bologna, † 1815)
- Pontormo, pittore italiano (Pontorme, n. 1494 - Firenze, † 1557)
- Jacopo Cestaro, pittore italiano (Bagnoli Irpino, n. 1718 - † 1785)
- Jacopo Chiavistelli, pittore e scenografo italiano (Firenze, n. 1621 - Firenze, † 1698)
- Jacopo Confortini, pittore e religioso italiano (Firenze, n. 1602 - Firenze, † 1672)
- Jacopo Coppi, pittore italiano (Peretola, n. 1523 - Firenze, † 1591)
- Jacopo D'Andrea, pittore italiano (Rauscedo, n. 1819 - Venezia, † 1906)
- Jacopo Guarana, pittore italiano (Verona, n. 1720 - Venezia, † 1808)
- Jacopo di Cione, pittore italiano (Firenze, n. 1325 - † 1399)
- Jacopo del Sellaio, pittore italiano (Firenze - Firenze, † 1493)
- Jacopo di Mino del Pellicciaio, pittore italiano (Siena)
- Jacopo del Casentino, pittore e miniatore italiano (Pratovecchio)
- Jacopo di Michele, pittore italiano
- Jacopo da Verona, pittore italiano (Verona, n. 1355)
- Jacopo da Lanciano, pittore italiano
- Jacopo Ligozzi, pittore italiano (Verona, n. 1547 - Firenze, † 1627)
- Jacopo Loschi, pittore italiano (Parma, n. 1425 - Carpi, † 1504)
- Jacopo Marieschi, pittore italiano (Venezia, n. 1711 - Venezia, † 1794)
- Jacopo Palma il Giovane, pittore italiano (Venezia, n. 1549 - Venezia, † 1628)
- Jacopo Palma il Vecchio, pittore italiano (Serina - Venezia, † 1528)
- Jacopo Ripanda, pittore italiano (Bologna - Roma)
- Tintoretto, pittore italiano (Venezia, n. 1518 - Venezia, † 1594)
- Jacopo Salimbeni, pittore italiano (San Severino Marche - † 1426)
- Jacopo Spinolotto, pittore italiano (La Spezia)
- Jacopo Strada, pittore, architetto e numismatico italiano (Mantova, n. 1507 - Praga, † 1588)
- Jacopo Torriti, pittore italiano
- Umile da Messina, pittore italiano (Messina, n. 1592 - † 1681)
- Jacopo Vignali, pittore italiano (Pratovecchio, n. 1592 - Firenze, † 1664)
- Jacopo Vignerio, pittore italiano (Messina)
- Jacopo Zabolino, pittore italiano
- Jacopo Zanguidi, pittore italiano (Parma, n. 1544 - Parma, † 1574)
- Jacopo Zucchi, pittore italiano
- Jacobello d'Antonio, pittore italiano
- Jacopo Chimenti, pittore italiano (Firenze, n. 1551 - Firenze, † 1640)
- Jacopo da Montagnana, pittore italiano (Montagnana - Padova, † 1499)
- Jacopo da Valenza, pittore italiano
- Jacopo de' Barbari, pittore e incisore italiano (Venezia)
- Jacopo di Paolo, pittore e miniatore italiano

## Poeti(11)
- Jacopo Cabianca, poeta e romanziere italiano (Vicenza, n. 1809 - Schiavon, † 1878)
- Jacopo Facciolati, poeta, scrittore e latinista italiano (Torreglia, n. 1682 - Padova, † 1769)
- Jacopo Vincenzo Foscarini, poeta e politico italiano (Venezia, n. 1783 - Ballò, † 1864)
- Jacopo Gaddi, poeta e scrittore italiano (Firenze, n. 1600 - † 1668)
- Jacopo d'Aquino, poeta italiano
- Jacopo da Leona, poeta e giurista italiano (Levane - Volterra, † 1277)
- Jacopo Marmitta, poeta e religioso italiano (Parma, n. 1504 - Roma, † 1561)
- Jacopo Mostacci, poeta italiano (Messina)
- Amedeo Ravina, poeta, patriota e politico italiano (Gottasecca, n. 1788 - Torino, † 1857)
- Jacopo Sannazaro, poeta e umanista italiano (Napoli, n. 1457 - Napoli, † 1530)
- Jacopo Alighieri, poeta e religioso italiano (Firenze - † 1348)

## Politici(14)
- Jacopo Acciaiuoli, politico italiano (Firenze, † 1356)
- Jacopo Artaldo Castelvì, politico e militare italiano (Cagliari, n. 1606 - Cagliari, † 1671)
- Jacopo Comin, politico italiano (Padova, n. 1832 - San Gregorio d'Alife, † 1896)
- Jacopo Contarini, politico e diplomatico italiano (Venezia - Venezia, † 1280)
- Jacopo Foscarini, politico, diplomatico e militare italiano (Venezia, n. 1523 - Venezia, † 1603)
- Jacopo Gattilusio, politico italiano (Mitilene - † 1428)
- Jacopo Guicciardini, politico italiano (Firenze, n. 1422 - Firenze, † 1490)
- Jacopo Massaro, politico italiano (Firenze, n. 1974)
- Jacopo Mazzei, politico e giurista italiano (Firenze, n. 1803 - Firenze, † 1855)
- Jacopo Morrone, politico italiano (Forlì, n. 1983)
- Jacopo de' Pazzi, politico italiano (n. 1423 - Firenze, † 1478)
- Jacopo Rusticucci, politico italiano (Firenze)
- Jacopo Salviati, politico italiano (Firenze, n. 1461 - † 1533)
- Jacopo de' Gabrielli da Gubbio, politico italiano (Gubbio, n. 1295 - † 1363)

## Predicatori(1)
- Jacopo da Cessole, predicatore italiano (Cessole)

## Presbiteri(2)
- Jacopo Archinto, presbitero italiano
- Jacopo Bernardi, presbitero, educatore e patriota italiano (Follina, n. 1813 - Follina, † 1897)

## Psichiatri(1)
- Jacopo Finzi, psichiatra italiano (Firenze, n. 1873 - Firenze, † 1902)

## Rapper(2)
- Dargen D'Amico, rapper, cantautore e produttore discografico italiano (Milano, n. 1980)
- Lazza, rapper, musicista e produttore discografico italiano (Milano, n. 1994)

## Registi(2)
- Jacopo Comin, regista e sceneggiatore italiano (Padova, n. 1901 - † 1972)
- Jacopo Rondinelli, regista, designer e scenografo italiano (Milano, n. 1973)

## Religiosi(3)
- Jacopone da Todi, religioso e poeta italiano (Todi - Collazzone, † 1306)
- Jacopo Morelli, religioso e bibliotecario italiano (Venezia, n. 1745 - Venezia, † 1819)
- Jacopo Antonio Pozzo, religioso e architetto italiano (Trento, n. 1645 - Venezia, † 1721)

## Rugbisti a 15(4)
- Jacopo Giangrande, ex rugbista a 15 italiano (Roma, n. 1987)
- Jacopo Salvetti, rugbista a 15 italiano (Milano, n. 1993)
- Jacopo Sarto, rugbista a 15 italiano (Zevio, n. 1990)
- Jacopo Trulla, rugbista a 15 italiano (Vicenza, n. 2000)

## Sciatori alpini(1)
- Jacopo Di Ronco, ex sciatore alpino italiano (Tolmezzo, n. 1990)

## Scrittori(2)
- Jacopo Fo, scrittore, attore e regista italiano (Roma, n. 1955)
- Jacopo Passavanti, scrittore, architetto e religioso italiano (Firenze, n. 1302 - Firenze, † 1357)

## Scultori(5)
- Jacopo della Pila, scultore italiano (Milano - Napoli)
- Jacopo di Lorenzo, scultore italiano
- Jacopo della Quercia, scultore italiano (Siena - Siena, † 1438)
- Jacopo Paolini, scultore italiano (Castelfiorentino)
- Jacopo Torni, scultore, architetto e pittore italiano (Firenze, n. 1476 - Villena, † 1526)

## Snowboarder(1)
- Jacopo Luchini, snowboarder italiano (Montemurlo, n. 1990)

## Storici(3)
- Jacopo Filiasi, storico italiano (Venezia, n. 1750 - Venezia, † 1829)
- Jacopo Riguccio Galluzzi, storico italiano (Volterra, n. 1739 - Firenze, † 1801)
- Jacopo Pitti, storico, diplomatico e politico italiano (Firenze, n. 1519 - Firenze, † 1589)

## Tipografi(1)
- Jacopo da Fivizzano, tipografo italiano (Fivizzano)

## Umanisti(3)
- Jacopo Antiquari, umanista italiano (Perugia, n. 1444 - Milano, † 1512)
- Jacopo Bonfadio, umanista e storico italiano (Gazzane, n. 1508 - Genova, † 1550)
- Jacopo Soldani, umanista e poeta italiano (Firenze, n. 1579 - Firenze, † 1641)

## Velocisti(1)
- Jacopo Marin, velocista italiano (n. 1984)

## Vescovi cattolici(9)
- Jacopo Cini, vescovo cattolico e teologo italiano (Colle di Val d'Elsa, n. 1300 - Termoli, † 1381)
- Jacopo Filippo Crivelli, vescovo cattolico italiano (Milano - Novara, † 1466)
- Jacopo De Foretti, vescovo cattolico italiano (Padova, n. 1783 - † 1867)
- Jacopo Guidi, vescovo cattolico e teologo italiano (Volterra, n. 1514 - † 1588)
- Jacopo da Castelbuono, vescovo cattolico italiano (Perugia - Firenze, † 1286)
- Jacopo Vagnucci, vescovo cattolico italiano (Cortona, n. 1416 - Corciano, † 1487)
- Jacopo Zeno, vescovo cattolico e umanista italiano (Venezia, n. 1418 - Padova, † 1481)
- Jacopo de Atti, vescovo cattolico italiano (Modena - Brescia, † 1344)
- Jacopo da Varazze, vescovo cattolico e poeta italiano (Varazze - Genova, † 1298)